# Euparkerella brasiliensis
Euparkerella brasiliensis é uma espécie de anfíbio  da família Leptodactylidae.
É endémica do Brasil.
Os seus habitats naturais são: florestas subtropicais ou tropicais húmidas de baixa altitude e jardins rurais.
Esta é encontrada em um número considerável na Reserva Ecológica de Guapiaçu (REGUA), onde vêm sendo estudada.
Esta espécie de rã não passa pelo estágio de girino, eclodindo do ovo já como um indivíduo completo, porém muito menor. Um adulto não passa de 5 cm de cumprimento, e é caracterizado por uma "mascara" preta próxima à região dos olhos.
Está ameaçada por perda de habitat.